# Hello Ladies
A Hello Ladies 2013-ban bemutatott amerikai szituációs komédia, melyet Stephen Merchant, Lee Eisenberg, and Gene Stupnitsky alkotott meg, Merchant azonos című stand-up műsora alapján. A főbb szerepekben Stephen Merchant, Christine Woods, Nate Torrence, Kevin Weisman és Kyle Mooney látható.
A sorozat első évadja 2013. szeptember 29-én debütált a HBO-n, de 2014. január 23-án, egy évad után törölték a műsorról. 2014. november 22-én egy másfél órás különkiadással zárták le a történetet.

## Összefoglaló
Stuart Pritchard társasági szituációkban esetlen, Los Angelesben élő és webdesignerként dolgozó brit férfi. Célja, hogy a nagyvárosban megtalálja álmai nőjét. A szerencsétlen Stuart azonban folyamatosan megalázó helyzetekbe kerül a nők előtt.
A sorozatban feltűnik még legjobb barátja, a feleségétől különköltözött és az agglegényléttel megbirkózni próbáló Wade, valamint a Stuart vendégházában élő, feltörekvő színész-forgatókönyvíró Jessica.

## Szereplők
| Szerep             | Színész          | Magyar hang               |
| ------------------ | ---------------- | ------------------------- |
| Stuart Pritchard   | Stephen Merchant | Fekete Zoltán             |
| Jessica Vanderhoff | Christine Woods  | Solecki Janka             |
| Wade Bailey        | Nate Torrence    | Kapácsy Miklós            |
| Kives              | Kevin Weisman    | Seszták Szabolcs          |
| Rory               | Kyle Mooney      | Kossuth Gábor             |
| Rory               | Kyle Mooney      | Potocsny Andor (mozifilm) |

## Epizódok
| Évad | Évad     | Részek száma | Részek száma | Eredeti sugárzás     | Eredeti sugárzás   | Eredeti adó |
| Évad | Évad     | Részek száma | Részek száma | Évadbemutató         | Évadzáró           | Eredeti adó |
| ---- | -------- | ------------ | ------------ | -------------------- | ------------------ | ----------- |
|      | 1.       | 8            | 8            | 2013. szeptember 29. | 2013. november 17. | HBO         |
|      | Mozifilm | Mozifilm     | Mozifilm     | 2014. november 22.   | 2014. november 22. | HBO         |

### 1. évad (2013)
| Sor. | Év. | Cím         | Rendező          | Író                                                | Premier              |
| --- | --- | ----------- | ---------------- | -------------------------------------------------- | -------------------- |
| 1. | 1.  | Pilot       | Stephen Merchant | Stephen Merchant, Gene Stupnitsky és Lee Eisenberg | 2013. szeptember 29. |
| Stuart fel akarja csípni lakótársa, Jessica egyik barátnőjét. Nemsokára Los Angeles éjszakai életében találja magát két barátjával: a feleségétől nemrég különköltözött, rosszkedvű Wade-del és a kerekesszékes, perverz nőcsábász Kivesszal. Stuart terve nem válik be és a klubban megalázó szituációkba keveredik. |     |             |                  |                                                    |                      |
| 2. | 2.  | The Limo    | Stephen Merchant | Stephen Merchant, Gene Stupnitsky és Lee Eisenberg | 2013. október 6.     |
| Wade limuzint bérel és vacsorázni hívja válófélben lévő feleségét, de az visszautasítja. Stuart a luxusautóval akarja lenyűgözni a nőket, ezért Wade és Kives társaságában bulizni indulnak. |     |             |                  |                                                    |                      |
| 3. | 3.  | The Date    | Stephen Merchant | Stephen Merchant, Gene Stupnitsky és Lee Eisenberg | 2013. október 13.    |
| Jessica tanácsára Stuart randira hívja az edzőtermi italpultjánál dolgozó lányt. Randipartnere rejtélyes viselkedése miatt azonban Stuart egyre paranoiásabb és féltékenyebb lesz, végül teljesen hülyét csinál magából. |     |             |                  |                                                    |                      |
| 4. | 4.  | The Dinner  | Stephen Merchant | Stephen Merchant, Gene Stupnitsky és Lee Eisenberg | 2013. október 20.    |
| Stuart egy melegbárban próbál nőket felszedni, miután Jessicától megtudja: sok heteroszexuális nő is bulizik ilyen helyeken, mert ott nem zaklatják őket ismerkedni vágyó férfiak. Később Stuart elkíséri Jessicát egy összejövetelre, ahol több meleg vendég tartózkodik. Esetlen viselkedésével Jessica és Stuart is kínos helyzeteket idéz elő, majd kidobják őket. |     |             |                  |                                                    |                      |
| 5. | 5.  | Pool Party  | Julian Farino    | Stephen Merchant, Gene Stupnitsky és Lee Eisenberg | 2013. október 27.    |
| Stuart medencés partit szervez, melyből egy Playboy-szerű összejövetelt szeretne kihozni. Amikor a buli nem úgy sül el, ahogy tervezte, csalódottan hazamegy. Később látja, hogy a parti mégis beindult, de a biztonsági őr nem engedi vissza. Eközben Jessica befogad egy 19 éves hajléktalan lányt. |     |             |                  |                                                    |                      |
| 6. | 6.  | Long Beach  | Julian Farino    | Daniel Chun                                        | 2013. november 3.    |
| Stuart erőltetetten próbál összehaverkodni azokkal a nyers modorú, harsány fizikai munkásokkal, akik háza felújításán dolgoznak. Bulizni megy velük Long Beachre, majd újdonsült "barátaival" egy házibuliban kötnek ki. Stuart egy óvatlan elszólása miatt balhé tör ki, de sikerül elmenekülnie. Wade egy romantikus gesztussal igyekszik visszanyerni felesége kegyeit, eközben Jessica közli ügynökével és szeretőjével, hogy komoly párkapcsolatot akar – mindkettőjük próbálkozása kudarccal végződik. |     |             |                  |                                                    |                      |
| 7. | 7.  | The Wedding | Greg Daniels     | Ron Weiner                                         | 2013. november 10.   |
| Stuart és Jessica részt vesz egy esküvőn, ahol Stuartot szingli nők helyett egy unalmas asztaltársasághoz ültetik. Jessica egy jelenlévő híres drámaírót traktál a készülő websorozatával. Kimberly, a modell is felbukkan, aki Stuartnak régóta tetszik, és hamar megtalálják a közös hangot. Amikor Stuart felhívja a szobájába, Kimberly magával hozza lemezlovas barátját is, akivel Stuart kénytelen kettesben hagyni őt. Jessica megkap egy régóta áhított főszerepet az NCIS sorozatban.              |     |             |                  |                                                    |                      |
| 8. | 8.  | The Drive   | Stephen Merchant | Stephen Merchant, Gene Stupnitsky és Lee Eisenberg | 2013. november 17.   |
| Jessica lesújtó híreket kap: a próbavetítés után más kapta meg a főszerepet. Wade-nek szembe kell néznie a kellemetlen igazsággal tönkrement házasságával kapcsolatban. Stuart az este folyamán találkozni akar Kimberlyvel, de folyamatos akadályokba ütközik, eközben cserbenhagyva barátait. Végül a tengerparton meztelen fürdőzésbe kezdenek a modellel, de Stuart mégis inkább Jessica társaságát választja, véletlenül értesülve annak szakmai kudarcáról.                                            |     |             |                  |                                                    |                      |

### Hello Ladies: A mozifilm (2014)
| Sor. | Év.  | Cím                                                | Rendező          | Író                                                | Premier            |
| --- | ---- | -------------------------------------------------- | ---------------- | -------------------------------------------------- | ------------------ |
| N/A. | N/A. | Hello Ladies: A mozifilm (Hello Ladies: The Movie) | Stephen Merchant | Stephen Merchant, Gene Stupnitsky és Lee Eisenberg | 2014. november 22. |
| Stuart megtudja, hogy volt barátnője, Trudy (akinek hűtlensége után a férfi az Államokba költözött) és annak férje Los Angelesbe látogat. Stuart kétségbeesetten be akarja bizonyítani nekik, mennyire sikeres lett. A színészi álmait feladó Jessicát fogadja fel „barátnőjeként”, aki később úgy dönt, egyetemre megy. Stuart bulizni viszi brit vendégeit, ahol Nicole Kidman (magyar hangja Kisfalvi Krisztina) is feltűnik, Stuart pedig úgy tesz, mintha ismerné. Az este végén egymásra hangolódnak Jessicával és az ágyban kötnek ki. Wade megismerkedik egy nővel és azonnal megtalálják a közös hangot. Stuart legnagyobb csalódottságára másnap Jessica nem akar tőle komoly kapcsolatot és őszintén bevallja neki: nem vele képzeli el a jövőjét. Egy hajón Stuart végre szembeszáll a basáskodó házigazdával és Jessica volt barátjának is beolvas, később Trudynak is elárulja, hogyan próbálta meg hazugságokkal lenyűgözni. Jessica születésnapi buliján megbeszélik a dolgokat, majd a lány mégis őt választja társául, mert „az idő 79%-ában” boldog vele. |      |                                                    |                  |                                                    |                    |

## Fordítás
- Ez a szócikk részben vagy egészben  a   Hello Ladies című angol Wikipédia-szócikk ezen változatának fordításán alapul.  Az eredeti cikk szerkesztőit annak laptörténete sorolja fel. Ez a jelzés csupán a megfogalmazás eredetét és a szerzői jogokat jelzi, nem szolgál a cikkben szereplő információk forrásmegjelöléseként.